# ウエリントン・マネージメント
ウエリントン・マネージメント・カンパニーは、米国マサチューセッツ州ボストンに本拠を置く、独立系運用会社である。2020年6月30日現在、60カ国以上の2,200を超える機関にサービスを提供している。 同社の顧客には、中央銀行や政府機関、年金基金、寄付財団、ファミリーオフィス、ファンドスポンサー、保険会社、金融仲介業者、ウェルスマネージャーなどが含まれる。

## 沿革
1928年、フィラデルフィアを拠点とする会計士 ウォルター・L・モーガン は、米国初のバランス型投資信託であるウエリントン・ファンドを設立した。ウエリントン・マネジメント・カンパニーは1933年に法人化された。1951年、同社は ジョン・C・ボーグル を雇い入れ、1970年にモーガンの後を継いで会長に就任した。 1967年、ウエリントンはボストンを拠点とする投資運用会社ソーンダイク、ドーラン、ペイン＆ルイスと合併した。 ボーグルは1974年に退社し、 バンガード・グループ を設立した。ウエリントンはバンガードのファンドの一部を運用するために残された。1979年、ウエリントンの29人の元パートナーは、公開会社としての期間を経て会社を買い戻した。1994年、初のルクセンブルグ籍のUCITSファンド を提供した。また1994年には、ウエリントン初のヘッジファンドを提供した。2016年時点では、総額400億米ドルを超える顧客のオルタナティブ資産を運用し、40以上のファンドを提供している。2014年には、同社初のプライベート・エクイティ専業戦略を提供した。CEOは2014年からブレンダン・スワーズが務め、2020年9月からはジーン・ハイネスがその職を引き継いだ。ウエリントン・マネジメント財団ウエリントン・マネジメント財団は、教育に重点を置いた慈善基金で、1992年に設立された。 年次助成プログラムを通じて、同基金は現在、フィラデルフィアを含む9つの地域で、経済的に恵まれない青少年の教育や教育機会を改善するプログラムや団体を支援している 。 ウエリントン・マネジメント英国財団は2016年に設立され、英国およびヨーロッパの団体に助成を行っている。

## オフィス
ボストンに本社を置き、ペンシルベニア州ラドナーにオフィスを構え、1983年にロンドン、1996年にシンガポール、1997年にサンフランシスコ、シドニー、東京、2003年に香港、2004年にシカゴ、2007年に北京、2011年にフランクフルト、2014年にチューリッヒとルクセンブルグ、2018年にトロント、2020年に上海、2021年にミラノ、2022年にマドリード、2023年にニューヨークとドバイにオフィスを開設した。

## 受賞歴
ウエリントンは、「インスティテューショナル・インベスター」誌による2017年の米国本社を持つ資産運用会社の運用資産残高ランキングで第9位にランクインした。2016年には、eVestmentの調査においてブランド認知度スコアで第1位の資産運用会社と評価された。同年、Citywireはジーン・ハインズ氏を米国のトップ20女性ポートフォリオマネージャーの1人に選出した。
また、2013年および2014年には、ウエリントンの退職年金制度（401K）が、ブライトスコープ（BrightScope）により「最良の401Kプラン」のひとつとして評価された。2014年には、トムソン・ロイターのExtelアワードにおいて、欧州全域における主要な運用会社のひとつとして認定された。
ジーン・ハインズ氏は、2020年3月にバロンズ誌による「米国金融界で最も影響力のある女性100人」のひとりに選ばれた。また同年、ウエリントン・マネジメントは「エンバイロメンタル・ファイナンス誌（Environmental Finance）」より「2020年債券運用会社・オブ・ザ・イヤー（Fixed Income Manager of the Year）」を受賞した。